# Paraphenice bimaculata
Paraphenice bimaculata är en insektsart som först beskrevs av William Lucas Distant 1917.  Paraphenice bimaculata ingår i släktet Paraphenice och familjen Derbidae. Inga underarter finns listade i Catalogue of Life.